# Out of Time (Blur)
Out of Time è un brano musicale del gruppo inglese dei Blur, pubblicato come singolo discografico estratto dall'album Think Tank nel 2003.

## Il brano
Il brano rappresenta il primo singolo estratto dal settimo album in studio del gruppo, realizzato senza il chitarrista Graham Coxon. Il brano è stato registrato a Marrakech, in Marocco. Il debole rumore e le urla che contraddistinguono i primi secondi della canzone sono tratti da Doctor Who. 

## Il video
Il video musicale del brano è stato diretto da John Hardwick ed è il primo in cui non compaiono i componenti della band. Si tratta di un estratto da un documentario della BBC.

## Tracce
CD e 7"
1. Out of Time
2. Money Makes Me Crazy (marrakech mix)

## Formazione
Gruppo
- Damon Albarn - voce, chitarra
- Alex James - basso
- Dave Rowntree - batteria

Collaboratori
- Group Regional du Marrakech - strumenti vari, archi

## Classifiche
| Classifica (2003) | Posizione massima |
| ----------------- | ----------------- |
| Germania          | 75                |
| Irlanda           | 17                |
| Italia            | 25                |
| Regno Unito       | 5                 |
| Svezia            | 19                |
| Svizzera          | 97                |